# Неманя Вукович
Неманя Вукович (серб. Немања Вуковић; нар. 13 квітня 1984, Тітоград, СФР Югославія) — чорногорський футболіст та тренер, виступав на позиції захисника.

## Клубна кар'єра
Вихованець «Дрезги». Дорослу футбольну кар'єру розпочав 2003 року в чорногорському клубі «Ком». У 2005 році підписав контракт з іншим чорногорським клубом, «Будучност» (Подгориця), де виступав протягом чотирьох років. У 2009 році перейшов до представника грецького Бета Етніки «Панетолікоса». Влітку 2011 року повернувся до Чорногорії, де став гравцем «Грбаля».
У березні 2012 року підписав контракт з клубом Major League Soccer «Коламбус Крю». По завершенні сезону 2012 року клуб надав йому статус вільного агента.
На початку 2013 року знову повертається до Чорногорії, де стає гравцем «Младості» (Подгориця). У липні 2013 року став вільним агентом, одразу після чого підписав 2-річний контракт з клубом української Прем'єр-ліги «Говерла».
У 2014 році уклав договір з новачком Чемпіонату USL «Сакраменто Ріпаблік». Зіграв за команду 33 матчі й допоміг «Сакраменто» того ж року виграти чемпіонат.
19 січня 2016 року перейшов до представника Північноамериканської футбольної ліги «Інді Ілевен».
У квітні 2018 року перебрався до «Талси» з United Soccer League. Наступного року завершив кар'єру футболіста, працює в тренерському штабі вище вказаного клубу.

## Досягнення

### Клубні
- Перша ліга Чорногорії
  -  Чемпіон (1): 2009